# Cầu Cửa Hội
Cầu Cửa Hội là một cây cầu bắc qua sông Lam, nối liền thành phố Vinh của tỉnh Nghệ An và huyện Nghi Xuân của tỉnh Hà Tĩnh.
Cầu nằm trên tuyến đường ven biển, kết nối thành phố Vinh, tỉnh Nghệ An với huyện Nghi Xuân, tỉnh Hà Tĩnh.
Cầu Cửa Hội có chiều dài 1.728 m, trong đó phần cầu chính gồm 3 nhịp với 2 tháp dây văng hình búp sen. Chiều rộng phần cầu chính là 18,5 m và phần cầu dẫn là 16 m.
Công trình có tổng mức đầu tư 950 tỷ đồng, từ nguồn vốn trái phiếu Chính phủ và vốn ngân sách địa phương của hai tỉnh. Cầu được khởi công vào ngày 15 tháng 2 năm 2019 và thông xe vào ngày 14 tháng 3 năm 2021.